# ميس أدولفي فردريكي
ميس أدولفي فردريكي (الاسم العلمي:Celtis adolfi-friderici) هو نوع من النباتات يتبع جنس الميس من الفصيلة القنبية.